# Stazione di Ozieri-Chilivani
La stazione di Ozieri-Chilivani, già stazione di Ozieri ed in seguito stazione di Chilivani, è una stazione ferroviaria al servizio del comune di Ozieri e della sua frazione Chilivani, situata lungo la ferrovia Cagliari-Golfo Aranci, nonché capolinea della ferrovia per Porto Torres.

## Storia
Le origini della stazione si ricollegano alla nascita della rete ferroviaria a scartamento ordinario della Sardegna, nella seconda metà dell'Ottocento: infatti le campagne nei pressi di Ozieri furono prescelte sia per il passaggio della Dorsale Sarda, sia per innestare su quest'ultima la diramazione per Sassari e Porto Torres. La scelta di far passare la ferrovia lontano dall'abitato ozierese (distante 6 km) fu dovuta al minor costo che questa soluzione comportava per i costruttori, ma provocò all'epoca le proteste degli amministratori di Ozieri. Ciò nonostante i lavori, eseguiti da parte della Compagnia Reale delle Ferrovie Sarde, portarono i primi treni a transitare nello scalo situato nelle campagne a ovest di Ozieri il 6 settembre 1874, data di inaugurazione del tronco tra Ploaghe ed il nuovo scalo, che completava la linea per Porto Torres. Tuttavia le strutture dello scalo furono ultimate solo nel 1880.

La stazione nei primi decenni di attività

Alla stazione fu attribuito in origine il nome di Ozieri, nome che mantenne sino al 21 dicembre 1878, data in cui la stazione fu ufficialmente collegata anche alla Dorsale Sarda, con l'inaugurazione dei tronchi che dallo scalo raggiungevano Giave a sud e la nuova stazione di Ozieri (ribattezzata alcuni lustri dopo Fraigas) a nord. Non essendo più lo scalo di riferimento di Ozieri, data la maggiore vicinanza della nuova stazione, lo scalo fu ribattezzato in Chilivani, nome ripreso anche dalla frazione che si sviluppò in seguito attorno agli impianti ferroviari. Da segnalare come i locali della stazione all'epoca comprendessero anche un ristorante e una locanda per i viaggiatori.
Oltre ad ospitare i treni delle Ferrovie Reali, il 10 febbraio 1891 la stazione vide transitare i primi convogli della linea a scartamento ridotto delle Strade Ferrate Secondarie della Sardegna per Ozieri, linea che nel 1893 sarebbe stata completata giungendo alla stazione di Tirso lungo la Macomer–Nuoro. La Tirso–Chilivani oltre a collegare il Nuorese e la Macomer-Nuoro con lo scalo, facilitò l'accesso alla stazione di Chilivani agli ozieresi. Questa ferrovia fu infatti la sola a portare alla costruzione di una stazione nel centro di Ozieri (fu inoltre la terza ed ultima in ordine cronologico a portare il nome del comune), dato che entrambi gli scali ozieresi lungo la Dorsale Sarda (Chilivani e Fraigas) si trovano ad alcuni chilometri di distanza dalla città. Tale realizzazione ridiede allo scalo di Chilivani il ruolo di principale scalo cittadino per quanto riguarda la rete della Compagnia Reale.
Le Ferrovie Reali concessero alle SFSS la possibilità di costruire nella stazione una banchina e un ulteriore fascio binari con scartamento da 950 mm, per permettere l'utilizzo della struttura anche da parte dei mezzi delle Secondarie, analogamente a quanto fatto nella stazione di Macomer delle Reali. I binari della linea per Ozieri e Tirso furono quindi collocati nell'area est dello scalo.

L'interno dello scalo nel Novecento

La stazione, come l'intera rete delle Ferrovie Reali, passò alla proprietà delle Ferrovie dello Stato il 1º gennaio 1920, 12 mesi più tardi inoltre anche la linea per Tirso cambiò gestore, col subentro delle Ferrovie Complementari della Sardegna alle SFSS. Durante la Seconda guerra mondiale lo scalo ozierese venne bombardato dagli Alleati e vi perirono tre ferrovieri, ed in seguito ai gravi danni subiti dalla stazione di Cagliari nel 1943, nell'impianto fu trasferita provvisoriamente la Squadra Rialzo cagliaritana.
Nel dopoguerra il 31 dicembre 1969 la linea per Tirso venne chiusa definitivamente, rimpiazzata da un'autolinea sostitutiva. L'area delle FCS fu smantellata ed i binari a scartamento ridotto (compresa una piattaforma girevole) rimossi, lasciando spazio a un nuovo fascio merci a scartamento ordinario con relativo fabbricato. Così dagli anni settanta in poi furono solo i rotabili delle FS a transitare per Chilivani, nella cui stazione storicamente avviene l'inversione di marcia dei treni diretti da Cagliari a Sassari e Porto Torres e viceversa. Negli anni ottanta la stazione fu dotata di sottopassaggi pedonali, e a metà di quel decennio inoltre variò la sua denominazione in Ozieri-Chilivani. 

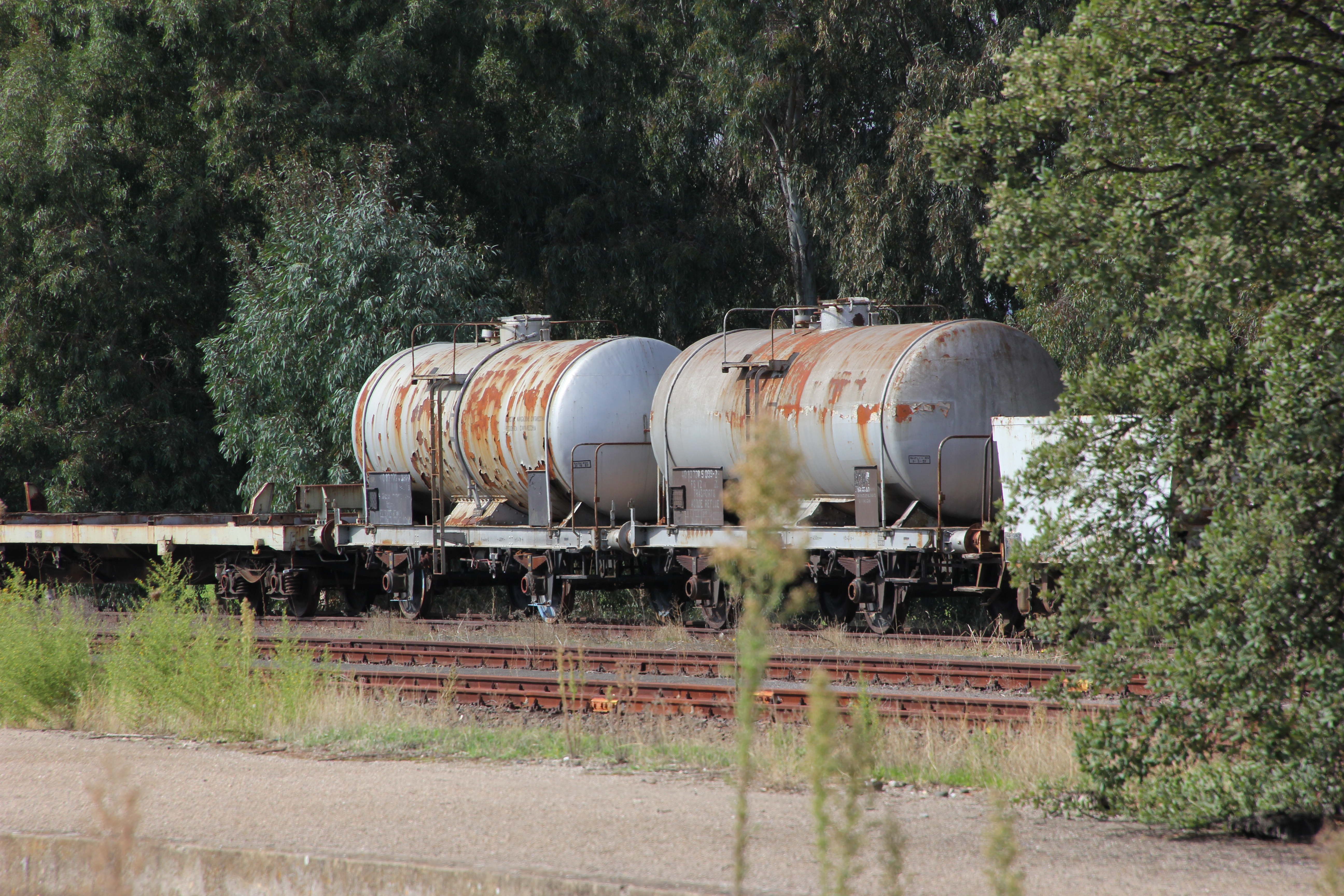
Carri ferroviari in sosta in uno dei fasci binari soppressi nel 2013

Sempre risalente a quell'epoca è la creazione di un raccordo ferroviario che dalla stazione raggiungeva la vicina zona industriale di Chilivani, in cui era presente in quegli anni anche la Convesa, industria che fu attiva nelle manutenzioni di rotabili. Nella parte ovest della stazione inoltre fu smantellata la stella di inversione dell'impianto, che fece posto ad un terminal merci.
Nel 2001 le FS cedettero la gestione della stazione alla propria controllata RFI. L'apertura nel 2006 della cosiddetta variante di Chilivani a poche centinaia di metri dalla stazione, ha fatto sì che non sia più necessario il transito nello scalo e l'inversione per poter entrare nella diramazione sassarese della Cagliari-Golfo Aranci. Ciò nonostante solo pochi treni (in particolare i regionali veloci Cagliari-Sassari) usufruiscono della bretella che taglia fuori la stazione.
Il 23 settembre 2013 i binari 6, 7 ed 8 (compresi i binari secondari collegati a questi), i binari dell'ex fascio riordino carri e il raccordo per la zona industriale sono stati soppressi.

## Strutture e impianti
La stazione di Ozieri-Chilivani è realizzata lungo la ferrovia Cagliari–Golfo Aranci, nel punto in cui si questa si innesta la sua diramazione Ozieri-Chilivani–Porto Torres. La conformazione dell'ingresso della linea per Sassari e Porto Torres fa sì che nello scalo sia necessaria l'inversione di marcia per i mezzi giunti a Chilivani da sud e diretti nella diramazione turritana (e viceversa). Questa operazione, che richiedeva un tempo significativo nel caso fosse necessario la giratura e il riposizionamento della locomotiva (come nel caso delle locomotive a vapore), con l'introduzione delle carrozze pilota e del materiale leggero bidirezionale richiede minore tempo, essendo necessario solo lo spostamento del macchinista ai comandi posti all'altro capo del treno. Inoltre l'apertura della variante di Chilivani ha eliminato l'obbligo della sosta in stazione per i mezzi interessati a queste relazioni, permettendo ai treni che non devono fermarsi a Chilivani di poter entrare o uscire dalla linea per Porto Torres senza alcuna inversione.

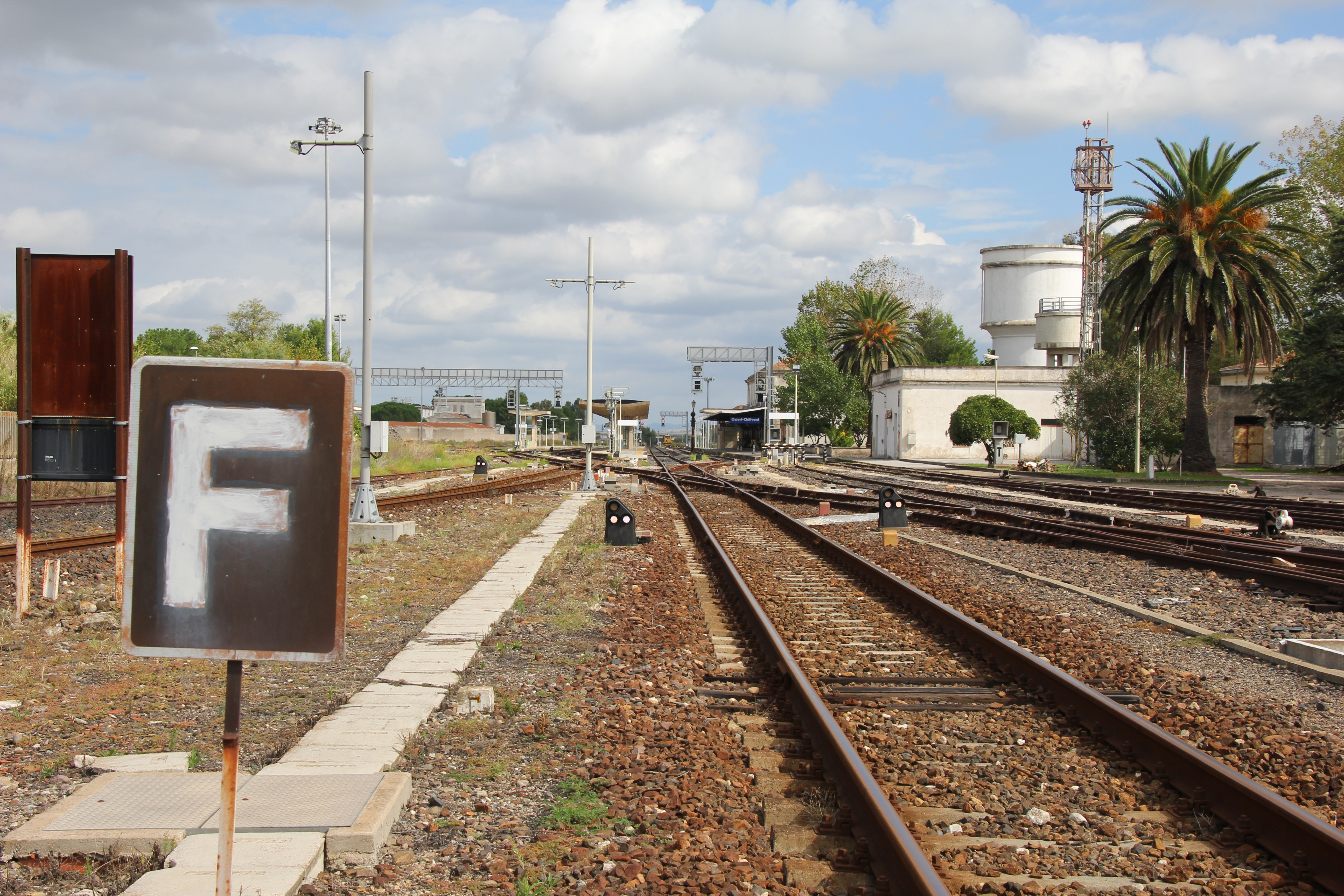
Il fascio binari del terminal viaggiatori visto in direzione Golfo Aranci, col binario di corsa della Dorsale Sarda in primo piano

Per quanto riguarda la configurazione del piazzale binari (tutti a scartamento da 1435 mm), l'impianto è dotato di un fascio principale attrezzato con sei binari, di cui quattro passanti (dall'uno al quattro) in uso per il servizio viaggiatori e 2 tronchi (il cinque ed il sei): tra essi il numero due è il binario di corsa per quanto concerne la Dorsale Sarda, mentre il quattro ha la stessa caratteristica per la linea verso Porto Torres; inoltre il binario uno ed il tre sono dotati di prolungamenti tronchi in direzione Golfo Aranci. I primi cinque binari sono serviti da tre banchine: una attigua all'edificio passeggeri per il binario uno, una comune al due ed al tre ed un'altra condivisa dal quattro e dal cinque. Le banchine sono unite tra loro da un sottopassaggio pedonale, inoltre le prime due sono dotate di pensiline.
Prima del 2013 a nord di questi ne erano situati ulteriori sette per il servizio merci, data la presenza di un'area attrezzata per l'intermodalità coi vettori gommati per questo tipo di servizio; dall'ex binario nove aveva inoltre origine il raccordo per la zona industriale, anch'esso dismesso e isolato dalla rete pur essendo ancora posato.
Adiacente al lato nord-est del fabbricato viaggiatori si trova un altro fascio merci, che si dirama dal binario uno: sono presenti tre tronchini, due dei quali sono paralleli ad un piano caricatore con magazzino merci e relativi uffici. Questa parte della stazione fu realizzata negli anni settanta nell'area originariamente occupata dalle SFSS ed in seguito dalle FCS per il servizio passeggeri e merci della ferrovia per la Tirso: per ospitare i treni della linea per il Goceano complessivamente erano presenti nello scalo cinque binari a scartamento ridotto, con due piani caricatori (di cui uno con magazzino merci comune con i binari FS) ed una piattaforma girevole ferroviaria.

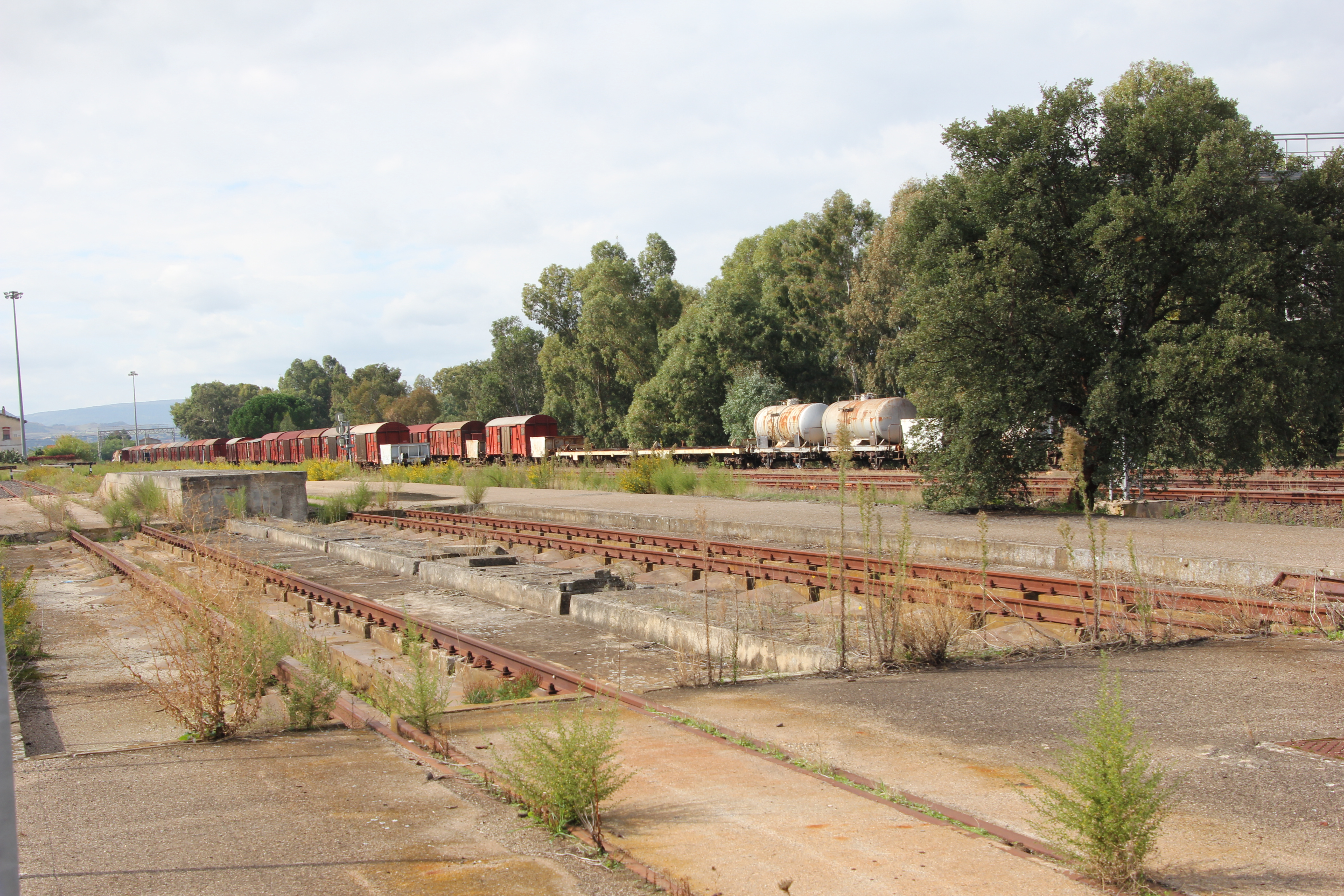
Parte del terminal merci a sud del fabbricato viaggiatori. I binari sulla destra sono tra quelli dismessi nel 2013

A circa seicento metri dal fabbricato viaggiatori in direzione Cagliari, oltre lo scambio di ingresso per la linea di Porto Torres, sono presenti due ulteriori fasci merci, rispettivamente con nove e sette tronchini, più un raccordo che termina all'altezza dello scambio di ingresso della bretella per Porto Torres che permette di bypassare la stazione (la cosiddetta variante di Chilivani). Un ulteriore fascio merci composto da tre binari presente a nord dei fasci precedenti è stato anch'esso dismesso nel 2013. Tuttavia anche i fasci merci superstiti sono pressoché inutilizzati, stante la cessazione nel 2008 di un servizio regolare di treni merci in Sardegna.
All'altezza del bivio per Porto Torres a sud del binario uno se ne trovano ulteriori utilizzati per il rimessaggio del materiale rotabile, con poco più ad est la torre dell'acqua della stazione.
Numerosi gli edifici di cui l'impianto è dotato per i fini di servizio, quasi tutti localizzati a ridosso del fabbricato viaggiatori dell'impianto: quest'ultimo è dotato di una parte centrale a pianta rettangolare, che si sviluppa su due piani, dotata di tetto a falde in laterizi, con due corpi laterali a pianta pressoché quadrata con sviluppo sul solo piano terra. Qui trovano sede anche i locali della direzione movimento, sebbene le mansioni di gestione del traffico ferroviario nell'impianto siano espletate in remoto dal DCO di Cagliari.

## Movimento

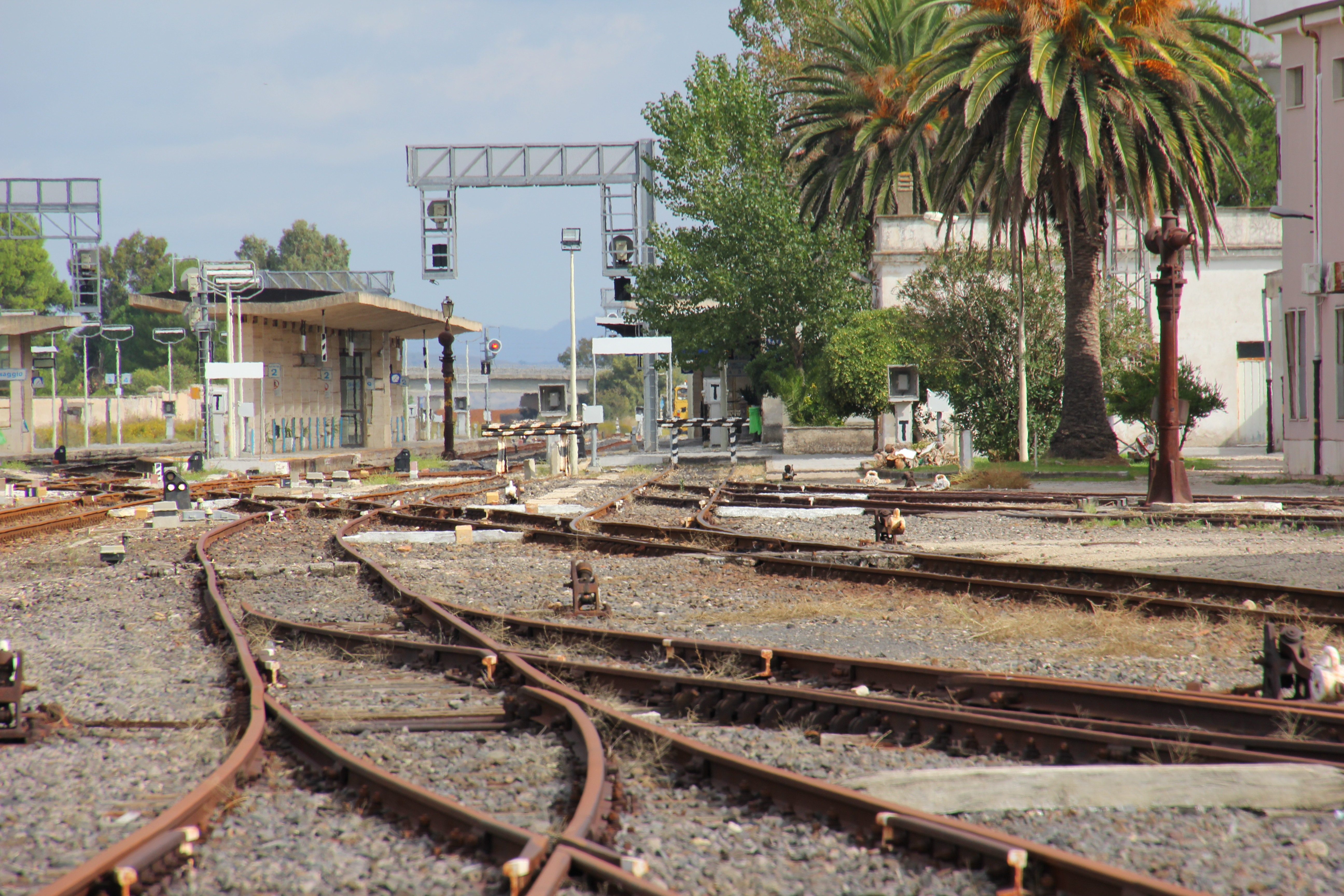
L'area del terminal viaggiatori: la stazione è scalo di interscambio per i treni viaggiatori che collegano la Sardegna centro-meridionale con la Gallura ed il Sassarese

La stazione è servita da Trenitalia, i cui convogli permettono il collegamento con le varie stazioni attive sulla Dorsale Sarda e con Ploaghe, Sassari e Porto Torres sulla linea per quest'ultimo centro.
Sino alla fine del 1969 era inoltre collegata via ferrovia con Ozieri e con le altre stazioni della linea per Tirso dai convogli delle FCS.

## Servizi
Per quanto riguarda la classificazione commerciale RFI, l'impianto è collocato in categoria silver, ed è accessibile a persone con disabilità di tipo visivo e motorio.
Nel fabbricato viaggiatori sono ospitati diversi servizi all'utenza, tra cui una biglietteria automatica (che ha sostituito quella a sportello presente sino agli anni duemila in stazione), una sala d'attesa ed un bar.
- Bar
- Biglietteria automatica
- Sala d'attesa
- Servizi igienici

## Interscambi

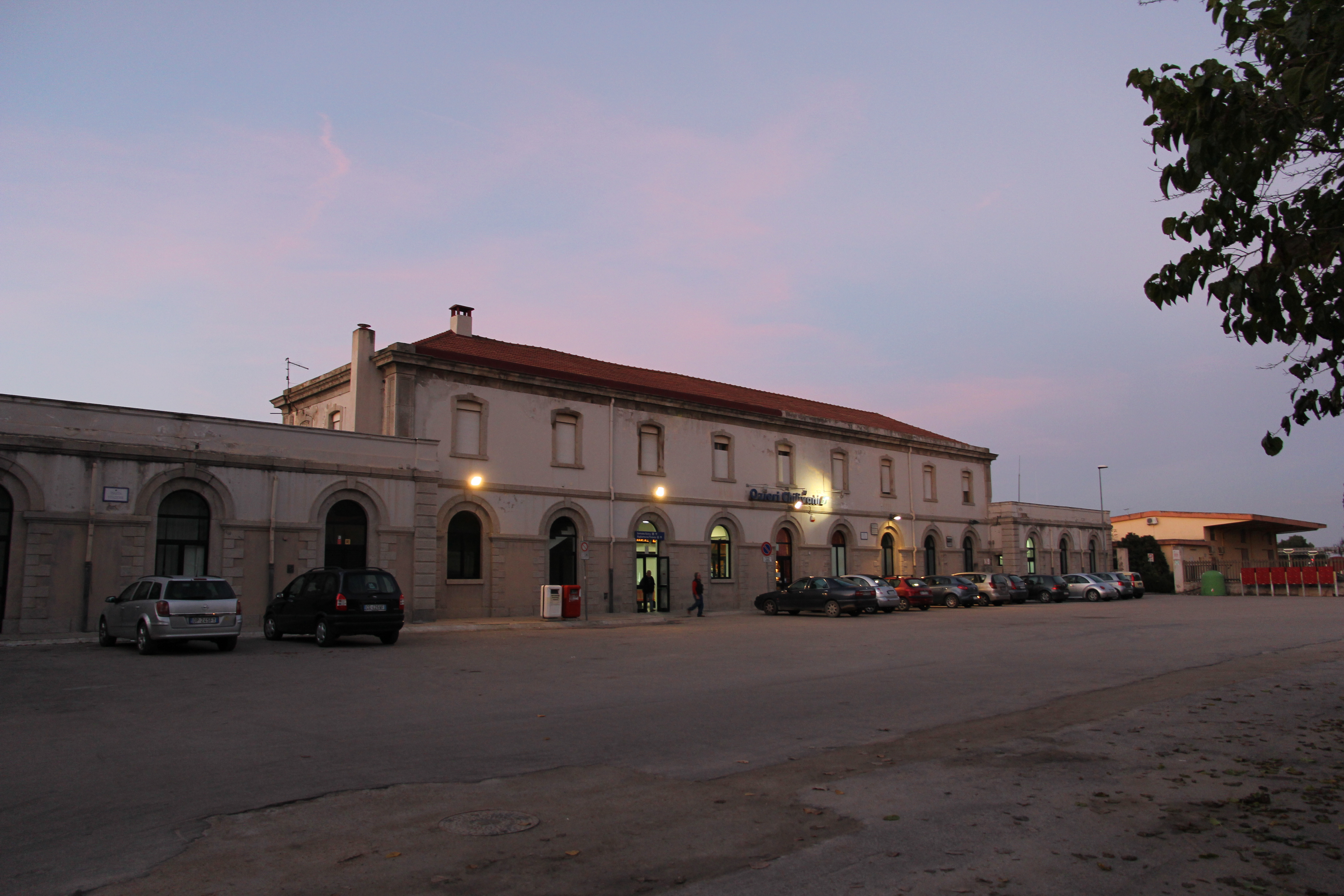
Il piazzale dinanzi al fabbricato viaggiatori ospita una fermata per le autolinee

Nel piazzale della stazione è presente una fermata delle autolinee interurbane dell'ARST; tra esse è espletata anche la relazione per Tirso ed Iscra, che effettua il servizio svolto sino al 1969 dai treni della Tirso-Chilivani. Un secondo vettore, le autolinee Caramelli, collega la stazione con Ozieri e con altri centri della provincia di Sassari.
- Fermata autobus